# 趙元儼
趙元儼（986年—1044年2月13日），是北宋時期的宗室、宋太宗的第八子、宋真宗的八弟、宋仁宗的八叔。母王德妃。

## 生平
趙元儼13岁时，宋真宗即位，封曹国公，官检校太保、左卫上将军兼御史大夫，进拜平海军节度使，不久同中书门下平章事，加检校太傅，为广陵郡王，授昭武、安德二军节度使。后进封荣王，兼侍中，改任安静、武信军节度使，检校太尉兼中书令。大中祥符八年，因皇宫起火，坐火禁不谨，被削去武信军节度使一职，降封端王，移居宫外。不久改封彭王，任镇海、安化二军节度使，册拜太保。后以安化军改任天平军，拜太傅。改封通王，官永清、横海军节度使。继授陕州大都督，合保平、定国两军节度使，又改为泾王。宋仁宗即位，进拜太尉、尚书令，改封定王，镇安、忠武二镇节度使，赐赞拜不名、再賜诏书不名。顷之，更为镇王，赐剑履上殿，拜太师，任河阳三城二节度使。更封孟王，行京兆尹兼凤翔尹。又改封荆王。进雍州牧，兼凤翔牧。景祐二年，以封国为荆，授荆、扬二州牧，即荆南、淮南节度大使，再賜入朝不趨。

### 历任王爵
- 曹国公
- 广陵郡王
- 荣王
- 端王
- 彭王
- 通王
- 泾王
- 定王
- 镇王
- 孟王
- 荆王
- 吳王
- 周王

赵元俨博览文史，好飞白书，拂洒遒妍，结字甚工。晚年颇好丝竹亭观，日夜娱乐。被孙奭等人称为贤王。庆历四年正月十二日乙亥（1044年2月13日）卒，年五十九，赠天策上将军、兖徐二州牧、燕王印绶。谥号“恭肃”。熙寧年間，後人宗絳嗣封吳國公，徽宗時改封吳王為周王。

## 子女
王妃张氏，彰德军节度使张永德之女。封岐国、许国、晋国夫人。卒于宝元元年正月十七日卒。追赠魏国夫人。
康国太夫人刘氏
子四人：
- 赵允熙，天禧三年十月，授右监门卫将军。仁宗即位，进大将军，领滁州刺史。天圣四年五月卒，赠博州防御使，追封博平侯。
- 赵允良，镇国军节度观察留后
- 赵允迪，静难军节度观察留后
- 赵允初，汝州团练使

有女嫁刘美子刘从广。一女崇安县主，嫁崔上贤。

## 藝術形象
- 包公案中的八賢王，可能源自於他。

## 電視劇
- 1985年無綫電視《楊家將》八賢王，由湯鎮業飾演。
- 1993年華視《包青天》八賢王，由龍隆飾演。
- 2004年《大宋驚世傳奇》八賢王，由吳京安飾演。
- 2008年《包青天》八賢王，由龍隆飾演。
- 2012年《包青天之碧血丹心》八賢王，由龍隆飾演。
- 2012年《包青天之開封奇案》八賢王，由龍隆飾演。
- 2017年《開封府(電視劇)》八皇爺，由王仁君飾演。
- 2019年《包青天再起風雲》由杜燕歌飾演。
- 2020年《清平乐》八大王，由趙達飾演。